# Ceriana apicalis
Ceriana apicalis är en tvåvingeart som först beskrevs av Ferguson 1926.  Ceriana apicalis ingår i släktet griffelblomflugor, och familjen blomflugor. Inga underarter finns listade i Catalogue of Life.